# Томас Керролл
Томас Керролл (англ. Thomas Carroll, нар. 28 травня 1992, Вотфорд) — англійський футболіст, півзахисник клубу «Тоттенгем Готспур».

## Клубна кар'єра
Народився 28 травня 1992 року в місті Вотфорд. Закінчивши Школу Пармітера, що неподалік від Вотфорда, у футбольній команді якої він був капітаном, Томас Керролл потрапив в юнацьку команду «Тоттенгем Готспур» (склад гравців не старше 16-ти років). 
2008 року Томас Керролл взяв участь у завоюванні престижного юніорського турніру «Legnago Tournament» в Італії. 
У червні 2010 року Томас Керролл, забивши до того 10 голів у 23 матчах за юнацьку команду, підписав свій перший професійний контракт з «Тоттенгемом». 
25 серпня 2011 року відбувся перший вихід Томаса в основному складі «шпор» проти «Гарт оф Мідлотіан» у Лізі Європи плей-офф другого етапу, Керролл взяв собі 46 номер. Пізніше він зіграв у чотирьох матчах групового етапу. 20 вересня 2011 року він дебютував в Кубку ліги  проти «Сток Сіті». Гра закінчилася 0:0, Керролл забив свій післяматчевий пенальті, але «Тоттенгем» програв 7:6.
27 січня 2011 року Томас Керролл відправився до кінця сезону в оренду в клуб «Лейтон Орієнт», в якому вперше зіграв, вийшовши на заміну в матчі з «Борнмутом» (1:1) 5 лютого. У «Лейтон Орієнт» Томас Керролл зіграв в цілому 12 матчів чемпіонату, а також отримав можливість помірятися силами з лондонським «Арсеналом» в Кубку Англії, вийшовши на заміну в першій, нічийній, грі з ним і потрапивши в основу на перегравання. 
30 січня 2012 року Керролл був відданий в оренду «Дербі Каунті» до кінця сезону. Керролл забив у своєму дебютному матчі, програному 3:2 «Барнслі». 
Його дебют в Прем'єр-лізі відбувся 3 листопада 2012, Томас замінив Кайла Вокера на 79-й хвилині матчу проти «Віган Атлетік». Всього до кінця сезону зіграв у семи матчах чемпіонату.
Наприкінці літнього трансферного вікна 2013 року Керролл перейшов на правах оренди до «Квінз Парк Рейнджерс», де возз'єднався з своїм колишнім менеджером по «Тоттенгему» Гаррі Реднаппом. Всього за сезон встиг відіграти за лондонську команду 26 матчів в національному чемпіонаті.
22 серпня 2014 року на правах оренди перейшов у «Свонсі Сіті», де провів наступний сезон, після чого повернувся до «Тоттенгема». Проте у складі «шпор» Керролл виходив вкрай рідко, тому в січні 2017 року знову перейшов у «Свонсі Сіті», цього разу на повноцінній основі, підписавши контракт на 3,5 роки.

## Виступи за збірні
2011 року дебютував у складі юнацької збірної Англії, взяв участь у 1 іграх на юнацькому рівні.
З 2013 року залучався до складу молодіжної збірної Англії. На молодіжному рівні зіграв у 17 офіційних матчах, забив 2 голи.